# 月眉 (高雄市杉林區)
月眉，是臺灣高雄市杉林區的一個傳統地域名稱，也是全區行政中心所在地，位於該區南部。相較於今日行政區，其範圍大致包括月美里、月眉里、大愛里、上平里不含西北端、新庄里東南端。
本地區境內主要聚落為月眉、崁頂、六張犁、合新、新象藔、莿仔藔、莿桐坑、叛產、竹圍、寨仔腳（塞仔腳），設有杉林國中、巴楠花部落中小學、月美國小、上平國小。

## 歷史
台灣日治初期，月眉地區為一街庄，稱為「月眉庄」（舊制街庄），隸屬於港西上里。該庄昔日西及西北隔楠梓仙溪與圓潭仔庄、山杉林庄為界，北與新庄為鄰，東邊北側一小段與十張犁庄為鄰，東邊其餘部分及東南邊為竹頭角庄，南邊為瀰濃庄，西南邊為旗尾庄。
1901年（日治明治三十四年）11月11日，全台廢縣廳改設二十廳，該庄隸屬於蕃薯藔廳。1904年（明治三十七年）2月16日，該庄編入「月眉區」，隸屬於蕃薯藔廳。1909年（明治四十二年）10月25日，全台合併二十廳為十二廳，月眉區改隸屬於阿緱廳。1920年（大正九年）10月1日，全台地方制度大改正，廢十二廳改設五州二廳，該庄改制為「月眉」大字，隸屬於高雄州旗山郡杉林庄（新制街庄）。
戰後杉林庄改制為杉林鄉，隸屬於高雄縣，大字亦改制為村。1950年（民國39年）10月1日，高、屏分治，杉林鄉仍隸屬於高雄縣。2010年（民國99年）12月25日，高雄縣、市合併為直轄高雄市，杉林鄉改制為杉林區，村亦改制為里。

## 聚落
本地區發展較早的聚落為月眉、崁頂、六張犁、合新、新象藔、莿仔藔、莿桐坑、叛產、竹圍、寨仔腳（塞仔腳），在日治初期的官方地圖上已有記載。

## 交通
省道台29線是達卡努瓦至林園的幹道，也是楠梓仙溪流域的主要連絡道路，經過本地區西北部的月眉、六張犁等聚落。由該道路北行可前往甲仙區、那瑪夏區，並止於達卡努瓦部落內十字路口；南行可前往旗山區、大樹區、大寮區、林園區等地。
市道181號是月眉至高樹的道路，其北側端點（起點）位於本地區西部略偏北的省道台29線轉彎路口。由此南行經過寨仔腳聚落，可前往美濃區、屏東縣高樹鄉，並止於省道台27線路口。
區道高113線是南山至月眉的道路，全線位於本地區境內。其北側端點（起點）位於本地區西部略偏北的省道台29線轉彎路口，南側端點（終點）位於本地區西南部的烏仔坑溪橋，中間經過新象藔、莿桐坑、竹圍等聚落。
區道高113-1線是莿仔寮至莿桐坑的道路，全線位於本地區境內。其西北側端點（起點）位於本地區西部偏北的省道台29線轉彎暨市道181號起點路口，東南側端點（終點）位於本地區中部偏西的區道113線路口，中間經過合新聚落。
區道高115線是莿仔寮至新開庄的道路，全線位於本地區境內。其北側端點（起點）位於本地區西部偏北的省道台29線轉彎暨市道181號起點路口，南側端點（終點）位於本地區西部略偏南的區道113線路口，中間經過莿仔藔、叛產、寨仔腳等聚落。

## 學校
- 杉林國中
- 巴楠花部落中小學
- 月美國小
- 上平國小

## 公務機關
- 杉林區公所
- 高雄市旗山戶政事務所杉林辦公處
- 高雄市政府警察局旗山分局杉林分駐所
- 高雄市政府消防局第六大隊杉林消防分隊